# 贝利利亚德洛萨霍斯
贝利利亚德洛萨霍斯，是西班牙卡斯蒂利亚-莱昂索里亚省的一个市镇。总面积20平方公里，总人口44人（2001年），人口密度2人/平方公里。